# Clan Line

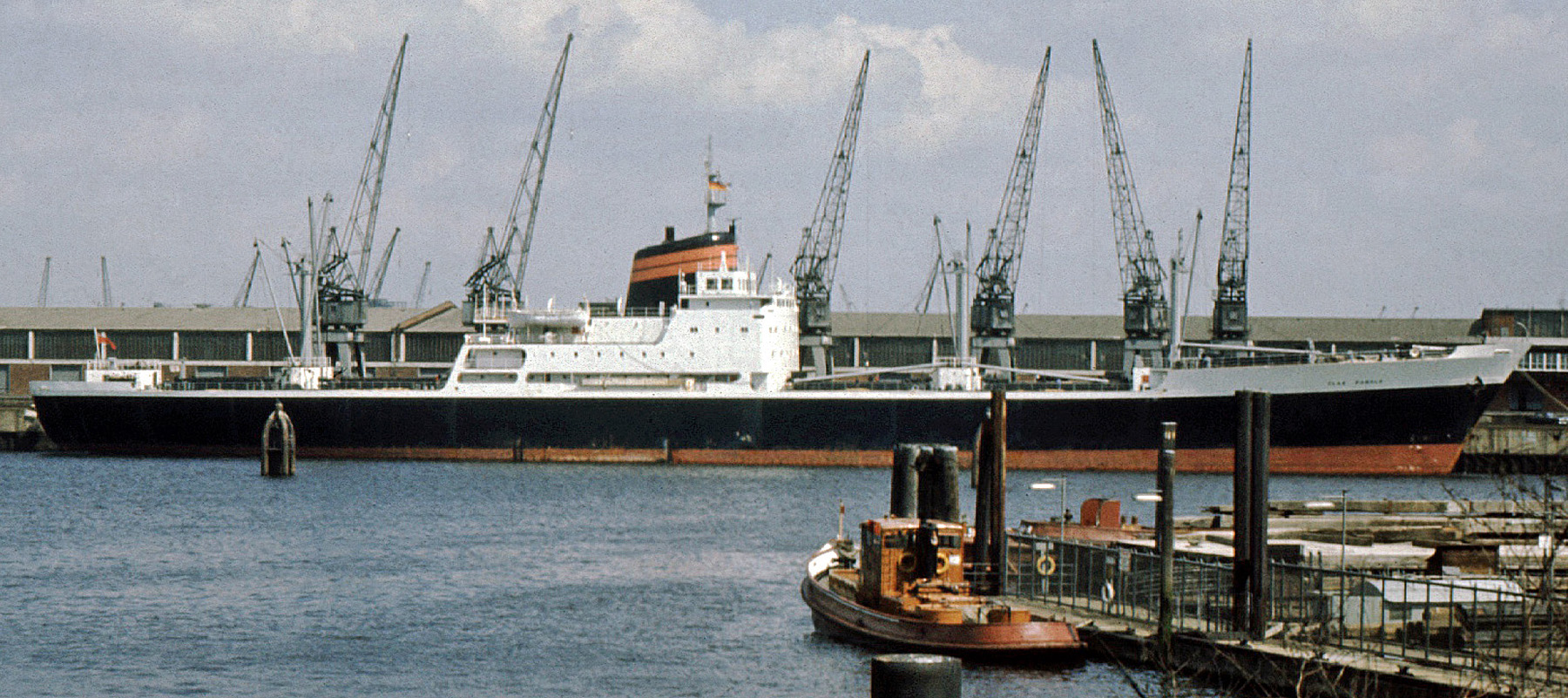
Clan Ranald 1973 in Hamburg

Die britische Reederei Clan Line bestand von 1877 bis 1988.

## Geschichte
Das Schifffahrtsunternehmen wurde im Jahre 1877 in Liverpool als C. W. Cayzer & Company gegründet. Die Reederei nahm einen Dienst zwischen Großbritannien und Indien auf. Schon im Jahr nach der Gründung trat Captain William Irvine in das Unternehmen ein, woraufhin sich die Reederei in Cayzer, Irvine & Company umbenannte. Nachdem 1881 ein einflussreicher Glasgower Geschäftsmann in das Unternehmen eingetreten war, gründete die Reederei die  Clan Line Association of Steamers in der Hope Street von Glasgow. Mit dem neuen Kapital aus Glasgow wurden neue Dampfschiffe gebaut, deren Betrieb Cayzer, Irvine für die Clan Association übernahm. Cayzer blieb dabei Eigner der schon vorhandenen sechs Schiffe.
Das Jahr 1890 brachte eine weitere Umfirmierung in Clan Line of Steamers Limited, an der Cayzer die Anteilsmehrheit besaß. Vier Jahre darauf erwarb das Unternehmen die Persian Gulf Steam Ship Company mit vier Schiffen. Eine Überfahrt von Liverpool nach Madras oder Kalkutta kostete zu dieser Zeit 45 Pfund in der Ersten und 30 Pfund in der Zweiten Klasse.
Ab 1907 wurde die Reederei in Cayzer, Irvine & Company, Limited umbenannt. Zum Ende des Ersten Weltkriegs übernahm Cayzer, Irvine die schottische Shire Line und die Houston Line zusammen mit der British and South American Steam Navigation Company, die aber alle drei ihre Farben, Flaggen und Schiffsbenennungen behielten.
1956 fusionierte die Clan mit der Union-Castle Gruppe, die zusammen mit der King Line und Bullard King & Company zur British & Commonwealth Shipping Limited wurden. in der Folgezeit fand ein reger Austausch von Schiffen innerhalb der Gruppe statt. Drei Jahre nach der Fusion, 1959, gründete man die Springbok Shipping Company als südafrikanische Tochtergesellschaft. Sie übernahm eine größere Anzahl der Clan-Schiffe und betrieb in der Folgezeit die Dienste nach Südafrika. Aus der Springbok Shipping ging schon 1961 die Reederei Safmarine hervor. Ein Jahr darauf übernahm man das südafrikanische Walfangunternehmen Hector Whaling.
1980 wurde Turnbull, Martin & Co. Ltd., die ehemalige Betreibergesellschaft der Scottish Shire Line, zunächst in Cayzer, Irvine Shipping Ltd und am 20. Oktober 1986 ein weiteres Mal in CI Shipping Ltd. umfirmiert, aber am 9. März 1999 aufgelöst. Aus Cayzer, Irvine & Company Ltd wurde am 5. November 1987 die British & Commonwealth Group Management Ltd. Diese wurde zum 31. Dezember 1988 unter Zwangsverwaltung gestellt und ebenfalls aufgelöst.